# Обстріл ринку в Думі
16 серпня 2015 року, ВПС Сирії завдали авіаційних ударів по місту Дума, на північному сході від Дамаску, вбивши щонайменше 96 і поранивши 200 інших цивільних. Атака є однією з смертоносних за чотири роки громадянської війни в Сирії. Згідно з Сирійським центром моніторингу за дотриманням прав людини, було використано чотири окремі реактивні снаряди, котрі влучили в головний ринок міста у годину пік. Незабаром після авіаударів послідував обстріл району ракетами «поверхня-поверхня», котрі вразили людей, які кинулися допомагати постраждалим.
|                                       | Я увійшов до ринку і трупи були розкидані повсюди, людські рештки на продуктах і овочах, мертві тіла або їх частини під кожним ящиком помідорів. |
| — Бассам аль-Хакім, місцевий фотограф | |

## Реакція
Рамі Абдурахман з Сирійського центру моніторингу за дотриманням прав людини, описав авіаудари як «офіційне масове вбивство, котре було здійснено свідомо». Сирійське військове джерело повідомило Рейтер, що метою ударів у Думі і Харасті були штаб-квартири повстанського угрупування Джаїш аль-Іслам.
Національна коаліція сирійських революційних і опозиційних сил наголосила, що атака була орієнтована на спричинення якомога більших жертв серед мирного населення.
Стівен О'Брайен, старший гуманітарний представник ООН, сказав, що був в жаху від ударів і повторив, що «атаки на цивільних є незаконними, неприйнятними і мають припинитися». Джеффрі Д. Фельтман, заступник генерального секретаря ООН з політичних питань, сказав у Раді Безпеки ООН, що атака є «черговим воєнним злочином, за який виконавці мають понести відповідальність».
Велика Британія, Франція, Німеччина і Катар також засудили напад.

### Офіційні заяви
ООН:
- Руперт Колвілл, представник Управління Верховного комісара ООН з прав людини, сказав у прес-релізі, що атака «може бути віднесена до воєнних злочинів, за який фізичні особи мають бути притягнутими до кримінальної відповідальності»[12].

 США:
- Державний департамент США засудив авіаудари, випустивши прес-реліз у якому зазначено, що атаки «демонструють зневагу режиму [Асада] до людських життів»[13].